# Michelle Nadal
 (août 2019).
Si vous disposez d'ouvrages ou d'articles de référence ou si vous connaissez des sites web de qualité traitant du thème abordé ici, merci de compléter l'article en donnant les références utiles à sa vérifiabilité et en les liant à la section « Notes et références ».
Pour les articles homonymes, voir Nadal.
Michelle Nadal, née à Bouéni à Mayotte le 18 août 1928 et morte à Paris 7e le 17 mai 2018, est une actrice et danseuse française.
Officière des Arts et des Lettres, danseuse, chorégraphe, actrice, enseignante, chercheuse et promotrice du système français d'écriture du mouvement et de la danse dite « notation Conté », qu'elle publia au CND et dont elle déposa l’œuvre à la Bibliothèque nationale de France, Michelle Nadal a porté très haut les couleurs de la danse de société des XIXe et début du XXe siècle. Ses conseils avisés ont permis de lancer et d'orienter des structures comme Carnet de Bals et ainsi la constitution de la danse historique.

## Biographie
Michelle Nadal a suivi des cours de danse et de musique dès sa scolarité. Elle a été formée à la technique générale de la notation du mouvement par Pierre Conté, dans le système français, ce qui restera toute sa vie son outil de travail.
Jusqu'en 1952, Michelle Nadal suit des cours de danse classique avec Nora Kiss et Nina Tikhonova et de danse moderne à la Folkwang Schule de Essen (Mary Wigman, Kurt Jooss, Rosalia Chladek, Hans Züllig).
En parallèle à une carrière nationale puis internationale de danseuse et de soliste, Michelle Nadal entame une carrière d'actrice au théâtre, à la télévision et au cinéma, tournant avec les plus grands, particulièrement dans French Cancan de Jean Renoir en 1954.
Michelle Nadal est nommée au Conservatoire national supérieur d'art dramatique (CNSAD) de Paris où elle enseigna, de 1969 à 1989, les techniques corporelles visant principalement la santé et l'amélioration physique générale, ainsi que la préparation technique visant les coordinations musicales de la danse.
De 1989 à 2008, Michelle Nadal continue son enseignement au sein de son association Arts et Mouvement dont elle est présidente, et fait alors d'importantes réalisations dans le domaine de la danse historique.
Michelle Nadal publie au Centre national de la danse la Grammaire de notation Conté et dépose l’œuvre de Pierre Conté à la Bibliothèque nationale de France.
Michelle Nadal est enterrée au cimetière de Saintes, près du domicile de sa famille, le lundi 28 mai 2018.

## Filmographie

### Cinéma
- 1954 : La Belle Otero de Richard Pottier
- 1955 : French Cancan de Jean Renoir : Bigoudi, la danseuse de Cancan
- 1956 : Elena et les Hommes de Jean Renoir : Denise Martin-Michaud
- 1957 : Miss Catastrophe de Dimitri Kirsanoff : Natacha
- 1958 : Maigret tend un piège de Jean Delannoy : la journaliste
- 1958 : La Bonne Tisane de Hervé Bromberger : Sylvie
- 1958 : Les Grandes Familles de Denys de La Patellière
- 1959 : Les Motards de Jean Laviron
- 1962 : Le Couteau dans la plaie d'Anatole Litvak

### Télévision
- 1980 : La Vénus d'Ille
- 1964 : Les Beaux Yeux d'Agatha

## Théâtre
- La Bonne Âme du Se-Tchouan de Bertolt Brecht au TNP Jean Vilar : Shen Té, la jeune prostituée / Shui Ta, le cousin (rôle titre)
- Durrenmatt au théâtre Marigny (Cie Grenier Hussenot)
- Ah les belles bacchantes de Robert Dhéry (Théâtre Daunou)
- Volpone (tournées Barret)

## Chorégraphies
Comme soliste
- Ballets Jooss : Sadler's Wells Theatre (Londres)
- Ballets de l'Étoile (Maurice Béjart) (une demi-saison)
- Teatro Communale de Florence avec Milloss (trois saisons)
- Léonide Massine (une saison au théâtre de Paris)
- Grands festivals : Salzbourg, Sarlat, mai Florentin, Festivals Lyrique provençale, Biennale de la danse de Lyon
- J. Guelis, Jean Babilée
- Ballets modernes de Paris (Françoise et Dominique Dupuy)

Comme danseuse (1960-2002)
- Le Bourgeois gentilhomme de Molière (Comédie de Saint-Étienne)
- La Punaise de Vladimir Maïakovski
- Calendal de Frédéric Mistral, Théâtre de l'Atelier
- Théâtre d'Été de J. Deschamps

Comme chorégraphe
- Du folklore au ballet
- De la danse sacrée au jazz
- Évolution des pas dans la tradition française
- Aspects de la danse contemporaine

## Distinctions

### Décoration
- Officière de l'ordre des Arts et des Lettres

### Récompenses
- Diplôme de danse moderne de la Wolkwang Schule à Essen
- Premier prix au concours international Pleyel (1954) catégorie Danse de caractère et d’expression
- Diplôme de notation du système français